# Stazione di Hotel Dolomiti
La stazione di Hotel Dolomiti era una fermata della ferrovia delle Dolomiti a servizio dell'omonimo impianto turistico di San Vito di Cadore. Inaugurata nel 1921, venne chiusa nel 1964 assieme a ciò che restava della linea. Era all'altitudine m 977.

## Storia
Nel 1915 lo scoppio della Grande Guerra portò i soldati austriaci a realizzare una ferrovia "da campo" (in tedesco, Feldbahn) a scartamento ridotto per il trasporto di munizioni e provviste fra Dobbiaco e Landro con caratteristiche di ferrovia da campo. Finita la guerra, la linea rimase in completo abbandono fino alla primavera del 1919 quando il genio militare italiano intervenne a completare l'intera ferrovia fino a Calalzo, completata nel 1920 previo cambio di scartamento da 750 a 950 mm nelle tratte costruite dagli austriaci, utilizzando fra l'altro materiali posti in opera sulla tranvia Udine-San Daniele, prima che fosse decisa la riapertura di quest'ultima.
La linea, e con essa la fermata di Hotel Dolomiti, venne attivata il 15 giugno del 1921 sotto la direzione militare la linea fino al 1º gennaio 1923 quando l'esercizio fu affidato al Regio Circolo Ferroviario di Bolzano.
Nell'estate del 1924 il Ministero dei Lavori Pubblici affidò la concessione per l'esercizio, della linea della durata di 35 anni, alla Società Ferrovie delle Dolomiti (SFD), consociata alla Società Veneta.
Il 1 luglio 1929 fu inaugurata la trazione elettrica, che diede forte impulso al traffico ferroviario fino a tutta la seconda guerra mondiale.
La fermata venne infine soppressa contestualmente alla chiusura della Calalzo-Cortina, avvenuta il 17 maggio 1964.